# 4-Acetamido-TEMPO
4-Acetamido-TEMPO (Name abgeleitet von der englischen chemischen Bezeichnung (4-acetamido-2,2,6,6-tetramethylpiperidin-1-yl)oxyl) ist ein stabiles Radikal, das für Oxidationsreaktionen in der organischen Chemie verwendet wird. Es ist ein Derivat von TEMPO, von dem es sich durch die zusätzliche Acetamid-Gruppe unterscheidet.

## Herstellung
4-Acetamido-TEMPO kann ausgehend von 4-Amino-2,2,6,6-tetramethylpiperidin hergestellt werden. Durch Reaktion mit Acetanhydrid wird die Aminogruppe acetyliert und ein Acetat-Salz gebildet. Mit Kaliumcarbonat kann die freie Base zurückgebildet werden. Die Oxidation zum Nitroxylradikal erfolgt mit Wasserstoffperoxid in Gegenwart von Natriumwolframat und Natrium-EDTA.

## Eigenschaften
4-Acetamido-TEMPO ist ein stabiles Radikal und liegt als kristalliner, orangefarbener Feststoff vor.

## Reaktionen
4-Acetamido-TEMPO eignet sich als Katalysator für Oxidationsreaktionen. Dazu gehört die Oxidation von primären Aminen zu Nitrilen mit Kaliumperoxomonosulfat als stöchiometrischem Oxidationsmittel. Daneben kann es zur Oxidation von Alkoholen zu Aldehyden und Ketonen verwendet werden. Ein eng verwandtes Reagenz ist das Bobbit-Salz, ein oxidiertes Derivat von 4-Acetamido-TEMPO. Das Bobbitt-Salz kann ausgehend von 4-Acetamido-TEMPO hergestellt werden, indem dieses zuerst mit Tetrafluoroborsäure und dann mit Natriumhypochlorit umgesetzt wird.